# Doggy Fizzle Televizzle
Doggy Fizzle Televizzle è un programma televisivo statunitense del 2003, creato da Vernon Chatman, Michele Megan Dix e Jesse Ignjatovic e condotto da Snoop Dogg.
La serie è stata trasmessa per la prima volta negli Stati Uniti su MTV dal 25 novembre 2002 al 3 agosto 2003, per un totale di 8 puntate ripartite su una stagione.

## Struttura
All'inizio di ogni episodio, il rapper Snoop Dogg è seduto annoiato su una poltrona di pelle in una stanza vuota mentre cambia canale sulla televisione da un programma di Jerry Springer a una corsa di carri, poi al pattinaggio artistico burlesque in bianco e nero, uno strip show e finendo con i video musicali di Richard Marx. Improvvisamente decide di cambiare la situazione creando il suo programma intitolato Doggy Fizzle Televizzle e continuando il tema principale con il rap di Snoop.

## Puntate
| nº | Titolo originale            | Prima TV USA     |
| -- | --------------------------- | ---------------- |
| 1  | The Race Card               | 25 novembre 2002 |
| 2  | Snoop Goes To a Strip Joint | 22 giugno 2003   |
| 3  | Snoop Teaches English       | 29 giugno 2003   |
| 4  | Snoop Visits The Mansion    | 6 luglio 2003    |
| 5  | Snoopermarket               | 13 luglio 2003   |
| 6  | Blackass                    | 20 luglio 2003   |
| 7  | Snoop Hangs With S.W.A.T.   | 27 luglio 2003   |
| 8  | Best of Televizzle          | 3 agosto 2003    |